# Antoine Janin
Pour les articles homonymes, voir Janin.
Antoine Janin (Chambéry, 16 septembre 1775 – Osserain-Rivareyte, 15 mai 1861) est un officier général et député français.

## Biographie
Né à Chambéry en 1775, dans le duché de Savoie, il est le fils d'un notaire, François Janin et de Louise Viviaud. Il entre au service comme chasseur au 14e régiment de chasseurs à cheval, le 15 septembre 1792, sous-lieutenant en 1793. Zélé, exact et d'une discipline sévère, il franchit de trimestre en trimestre les grades subalternes ; il est moins heureux pour la lieutenance ; elle se fait attendre pendant sept ans, qu'il obtient en l'an VIII.
En l'an X, il passe avec ce grade dans la gendarmerie d'élite et est nommé chef d'escadron, avec rang de colonel le 5 décembre 1810. Lorsque Eugène de Beauharnais est nommé vice-roi, M. Janin le suit à Milan pour y organiser sa garde. Plus tard, il suit Napoléon Ier en Espagne et en Russie avec la Grande Armée.
Il est à Moscou membre de la commission instituée pour juger les incendiaires de cette ville. Il est créé baron de l'Empire au retour de cette campagne.
En 1814, il escorte Marie-Louise à Blois, et quelques jours plus tard, sans l'ordre de M. de Labouillerie, trésorier général du domaine extraordinaire, il ramène à Paris les fourgons renfermant les trésors et les diamants de la couronne, qui sont conduits aux Tuileries, et non pas au trésor.
La gendarmerie d'élite ayant été dissoute, M. Janin entre comme colonel dans la gendarmerie royale, et peu après dans la 1re compagnie des mousquetaires avec le grade d'aide-major. Au 20 mars, il suit le roi jusqu'à Béthune et revient à Paris. À la seconde Restauration, il est nommé maréchal de camp, à la date du 19 mars.
Il est député à la Chambre des représentants, pour le département du Mont-Blanc, du 11 mai 1815 au 13 juillet 1815. Il bat l'ancien député Jacques-Marie Dumaz, par 27 voix contre 17.
En 1816, il est fait inspecteur général de gendarmerie et passe en 1823, au commandement de la subdivision militaire de Bayonne.
Chevalier de la Légion d’honneur depuis 1804, officier en 1815, commandeur en 1823, il est nommé grand officier de l’ordre le 3 octobre 1827
En juillet 1830, il commande à Bordeaux, et au premier bruit des troubles de Paris, avait tout préparé pour la résistance ; mais les événements se précipitèrent, M. Janin accepte le drapeau tricolore avec bonne grâce. Le 20 août 1830, il obtient le grade de lieutenant-général et de commandant la 11e division militaire, d'où il passa à la 6e.
Il quitte ces dernières fonctions pour entrer dans le cadre de réserve, et se retire à Osserain (Basses-Pyrénées).
Il devient maire de la commune et y décède le 15 mai 1861.

## Décorations
Grand officier de la Légion d'honneur (décret du 3 octobre 1827)
 Chevalier de l'ordre royal et militaire de Saint-Louis
 Chevalier de la Couronne de fer.